# Lijst van voetbalinterlands Duitsland - Slowakije
Deze lijst van voetbalinterlands is een overzicht van alle officiële voetbalwedstrijden tussen de nationale teams van Duitsland en Slowakije. De landen speelden tot op heden elf keer tegen elkaar. Het eerste duel was een vriendschappelijke wedstrijd in Bratislava, gespeeld op 27 augustus 1939, die eindigde in een 2-0-overwinning voor Slowakije, dat destijds op papier een zelfstandige natie was, maar in de praktijk een vazalstaat van nazi-Duitsland. Het was de eerste officiële interland ooit van Slowakije. De laatste ontmoeting, een wedstrijd tijdens het Europees kampioenschap voetbal 2016, vond plaats op 26 juni 2016 in Lille (Frankrijk).

## Wedstrijden
| №  | Plaats     | Datum             | Competitie           | Wedstrijd             | Uitslag |
| -- | ---------- | ----------------- | -------------------- | --------------------- | ------- |
| 1  | Bratislava | 27 augustus 1939  | Vriendschappelijk    | Slowakije – Duitsland | 2 – 0   |
| 2  | Chemnitz   | 3 december 1939   | Vriendschappelijk    | Duitsland – Slowakije | 3 – 1   |
| 3  | Bratislava | 15 september 1940 | Vriendschappelijk    | Slowakije – Duitsland | 0 – 1   |
| 4  | Breslau    | 7 december 1941   | Vriendschappelijk    | Duitsland – Slowakije | 4 – 0   |
| 5  | Bratislava | 22 november 1942  | Vriendschappelijk    | Slowakije – Duitsland | 2 – 5   |
| 6  | Bremen     | 29 mei 2001       | Vriendschappelijk    | Duitsland – Slowakije | 2 – 0   |
| 7  | Bratislava | 3 september 2005  | Vriendschappelijk    | Slowakije – Duitsland | 2 – 0   |
| 8  | Bratislava | 11 oktober 2006   | EK 2008 kwalificatie | Slowakije – Duitsland | 1 – 4   |
| 9  | Hamburg    | 6 juni 2007       | EK 2008 kwalificatie | Duitsland – Slowakije | 2 – 1   |
| 10 | Augsburg   | 29 mei 2016       | Vriendschappelijk    | Duitsland – Slowakije | 1 – 3   |
| 11 | Lille      | 26 juni 2016      | EK 2016              | Duitsland – Slowakije | 3 – 0   |
| 12 | Bratislava | 4 september 2025  | WK 2026 kwalificatie | Slowakije − Duitsland |         |
| 13 | Leipzig    | 17 november 2025  | WK 2026 kwalificatie | Duitsland − Slowakije |         |

## Samenvatting
| Competitie        | Totaal gespeeld | Winst Duitsland | Gelijk | Winst Slowakije | Doelsaldo Duitsland – Slowakije |
| ----------------- | --------------- | --------------- | ------ | --------------- | ------------------------------- |
| EK-eindronde      | 1               | 1               | 0      | 0               | 3 − 0                           |
| EK-kwalificatie   | 2               | 2               | 0      | 0               | 6 − 2                           |
| Vriendschappelijk | 8               | 5               | 0      | 3               | 16 − 10                         |
| Totaal            | 11              | 8               | 0      | 3               | 25 − 12                         |

Wedstrijden bepaald door strafschoppen worden, in lijn met de FIFA, als een gelijkspel gerekend.

## Details

### Eerste ontmoeting
| Vriendschappelijk (Bratislava, Slowakije, 27 augustus 1939): |       |           |
| Slowakije                                                    | 2 – 0 | Duitsland |
| Ján Arpáš 19' Jozef Luknár 78'                               | goals |           |

### Tweede ontmoeting
| Vriendschappelijk (Chemnitz, Duitsland, 3 december 1939): |       |                  |
| Duitsland                                                 | 3 – 1 | Slowakije        |
| Hans Fiederer 65' Helmut Schön 66' Ernst Lehner 79'       | goals | 63' Jozef Luknár |

### Derde ontmoeting
| Vriendschappelijk (Bratislava, Slowakije, 15 september 1940): |       |                  |
| Slowakije                                                     | 0 – 1 | Duitsland        |
|                                                               | goals | 81' Ludwig Durek |

### Vierde ontmoeting
| Vriendschappelijk (Breslau, Duitsland, 7 december 1941):          |       |           |
| Duitsland                                                         | 4 – 0 | Slowakije |
| Fritz Walter 6' Ludwig Durek 9' Edmund Conen 27' Edmund Conen 62' | goals |           |

### Vijfde ontmoeting
| Vriendschappelijk (Bratislava, Slowakije, 22 november 1942): |       |                                                                                                   |
| Slowakije                                                    | 2 – 5 | Duitsland                                                                                         |
| Jozef Luknár 49' Štefan Biró 59'                             | goals | 1' August Klingler 44' August Klingler 46' August Klingler 62' Edmund Adamkiewicz 83' Karl Decker |

### Zesde ontmoeting
| Vriendschappelijk (Bremen, Duitsland, 29 mei 2001): |       |           |
| Duitsland | 2 – 0 | Slowakije |
| Gerald Asamoah 50' Frank Baumann 56' | goals |           |
| - Debuut van Sebastian Kehl (SC Freiburg), Gerald Asamoah (Schalke 04) en Jörg Böhme (Schalke 04) voor Duitsland. - Debuut van Róbert Vittek (Slovan Bratislava) voor Slowakije. |       |           |

### Zevende ontmoeting
| Vriendschappelijk (Bratislava, Slowakije, 3 september 2005): |       |           |
| Slowakije | 2 – 0 | Duitsland |
| Miroslav Karhan 20' (pen.) Miroslav Karhan 38' | goals |           |
| - Debuut van Filip Hološko (Slovan Liberec) voor Slowakije. - Debuut van Lukas Sinkiewicz (1. FC Köln) en Marcell Jansen (Borussia Mönchengladbach) voor Duitsland. |       |           |

### Achtste ontmoeting
| EK 2008 kwalificatie (Bratislava, Slowakije, 11 oktober 2006): |       |                                                                                      |
| Slowakije                                                      | 1 – 4 | Duitsland                                                                            |
| Stanislav Varga 58'                                            | goals | 13' Lukas Podolski 25' Michael Ballack 36' Bastian Schweinsteiger 72' Lukas Podolski |

### Negende ontmoeting
| EK 2008 kwalificatie (Hamburg, Duitsland, 6 juni 2007): |       |                                |
| Duitsland                                               | 2 – 1 | Slowakije                      |
| Ján Ďurica 10' (e.d.) Thomas Hitzlsperger 43'           | goals | 20' (e.d.) Christoph Metzelder |

### Elfde ontmoeting
| EK 2016 (Lille, Frankrijk, 26 juni 2016): |              | |
| Duitsland | 3 – 0        | Slowakije |
| Jérôme Boateng 8' Mario Gómez 43' Julian Draxler 63' | goals        | |
| Joachim Löw | bondscoach   | Ján Kozák |
| Manuel Neuer Jérôme Boateng 72' Mats Hummels Jonas Hector Mesut Özil Sami Khedira 76' Toni Kroos Julian Draxler 72' Joshua Kimmich Mario Gómez Thomas Müller | opstellingen | Matúš Kozáčik Martin Škrtel Peter Pekarík Ján Ďurica 84' Norbert Gyömbér Marek Hamšík Milan Škriniar Juraj Kucka Patrik Hrošovský 64' Michal Ďuriš 46' Vladimír Weiss |
| Benedikt Höwedes 72' Lukas Podolski 72' Bastian Schweinsteiger 76'                                                                                           | wissels      | 46' Jan Gregus 64' Stanislav Šesták 84' Kornel Saláta |
| Joshua Kimmich 46' Mats Hummels 67' | gele kaarten | 13' Martin Škrtel 90+1' Juraj Kucka |

DFB · A-internationals · Bondscoaches · Duits vrouwenelftal · Olympisch elftal · Duitsland U21 · Duitsland U20 · Duitsland U19 · Duitsland U18 · Duitsland U17 · Duitsland U16 · Vrouwen U17
1905 – 1919 · 
1920 – 1929 · 
1930 – 1939 · 
1940 – 1949 · 
1950 – 1959 · 
1960 – 1969 · 
1970 – 1979 · 
1980 – 1989 · 
1990 – 1999 · 
2000 – 2009 · 
2010 – 2019 · 
2020 – 2029
EK's: 1972 · 
1976 · 
1980 · 
1984 · 
1988 · 
1992 · 
1996 · 
2000 · 
2004 · 
2008 · 
2012 · 
2016 · 
2020 · 
2024
CC: 1999 · 
2005 · 
2017
WK's: 1934 ·
1938 · 
1954 · 
1958 · 
1962 · 
1966 · 
1970 · 
1974 · 
1978 · 
1982 · 
1986 · 
1990 · 
1994 · 
1998 · 
2002 · 
2006 · 
2010 · 
2014 · 
2018 · 
2022
OS: 1912 ·
1928 ·
1936 ·
2016 ·
2020
Albanië ·
Algerije ·
Argentinië ·
Armenië ·
Australië ·
Azerbeidzjan ·
België ·
Bohemen en Moravië ·
Bolivia ·
Bosnië en Herzegovina ·
Brazilië ·
Bulgarije ·
Canada ·
Chili ·
China ·
Colombia ·
Costa Rica ·
Cyprus ·
DDR ·
Denemarken ·
Ecuador ·
Egypte ·
Engeland ·
Estland ·
Faeröer ·
Finland ·
Frankrijk ·
Georgië ·
Ghana ·
Gibraltar ·
GOS ·
Griekenland ·
Hongarije ·
Ierland ·
IJsland ·
Iran ·
Israël ·
Italië ·
Ivoorkust ·
Japan ·
Joegoslavië ·
Kameroen ·
Kazachstan ·
Koeweit ·
Kroatië ·
Letland ·
Liechtenstein ·
Litouwen ·
Luxemburg ·
Malta ·
Marokko ·
Mexico ·
Moldavië ·
Nederland ·
Nieuw-Zeeland ·
Nigeria ·
Noord-Ierland ·
Noord-Macedonië ·
Noorwegen ·
Oekraïne ·
Oman ·
Oostenrijk ·
Paraguay ·
Peru ·
Polen ·
Portugal ·
Roemenië ·
Rusland ·
Saarland ·
San Marino ·
Saoedi-Arabië ·
Schotland ·
Servië ·
Servië en Montenegro · 
Slovenië ·
Slowakije ·
Sovjet-Unie ·
Spanje ·
Thailand ·
Tsjechië ·
Tsjecho-Slowakije ·
Tunesië ·
Turkije ·
Uruguay ·
Verenigde Arabische Emiraten ·
Verenigde Staten ·
Wales ·
Wit-Rusland ·
Zuid-Afrika ·
Zuid-Korea ·
Zweden ·
Zwitserland
Algerije (1982) · 
Algerije (2014) · 
Argentinië (1986) ·
Argentinië (1990) ·
Argentinië (2006) ·
Argentinië (2014) · 
Australië (2010) ·
België (1980) · 
Brazilië (2002) ·
Brazilië (2014) · 
Chili (1982) ·
Costa Rica (2006) ·
Denemarken (1992) ·
Denemarken (2012) · 
Ecuador (2006) ·
Engeland (1966) ·
Engeland (1982) ·
Engeland (2010) ·
Engeland (2021) ·
Frankrijk (2014) · 
Frankrijk (2021) · 
Ghana (2014) ·
Griekenland (2012) · 
Hongarije (1954, 2) ·
Hongarije (2021) ·
Italië (1982) ·
Italië (2006) ·
Italië (2012) · 
Japan (2022) · 
Kroatië (2008) ·
Mexico (2018) ·
Nederland (1974) ·
Nederland (2012) ·
Oekraïne (2016) ·
Oostenrijk (1982) ·
Oostenrijk (2008) ·
Polen (2006) ·
Polen (2008) ·
Polen (2016) ·
Portugal (2006) ·
Portugal (2008) ·
Portugal (2012) ·
Portugal (2014) ·
Portugal (2021) ·
Servië (2010) ·
Sovjet-Unie (1972) · 
Spanje (1982) ·
Spanje (2008) ·
Spanje (2022) ·
Tsjechië (1996, 2) · 
Tsjecho-Slowakije (1976) ·
Turkije (2008) ·
Verenigde Staten (2014) ·
Zuid-Korea (2018) ·
Zweden (2006)
SFZ · A-internationals · Bondscoaches · Statistieken · Slowaaks vrouwenelftal · Olympisch elftal · Slowakije U21 · Slowakije U20 · Slowakije U19 · Slowakije U18 · Slowakije U17 · Slowakije U16
1939 – 1944 · 1992 – 1999 · 2000 – 2009 · 2010 – 2019 · 2020 − 2029
EK's: 2016 · 2020 · 2024
WK's: 2010
OS: 2000
1939 · 1940 · 1941 · 1942 · 1943 · 1944 · 1945–1991 · 1992 · 1993 · 1994 · 1995 · 1996 · 1997 · 1998 · 1999 · 2000 · 2001 · 2002 · 2003 · 2004 · 2005 · 2006 · 2007 · 2008 · 2009 · 2010 · 2011 · 2012 · 2013 · 2014 · 2015 · 2016 · 2017 · 2018 · 2019 · 2020 · 2021
Algerije · 
Andorra · 
Argentinië ·
Armenië · 
Australië · 
Azerbeidzjan · 
België · 
Bolivia · 
Bosnië en Herzegovina · 
Brazilië · 
Bulgarije · 
Chili · 
Colombia · 
Costa Rica · 
Cyprus · 
Denemarken · 
Duitsland · 
Egypte · 
Engeland · 
Estland · 
Faeröer · 
 Finland · 
Frankrijk · 
Georgië · 
Gibraltar · 
Griekenland · 
Guatemala · 
Hongarije · 
Ierland · 
IJsland · 
Iran · 
Israël · 
Italië · 
Japan · 
Joegoslavië · 
Jordanië · 
Kameroen · 
Kazachstan ·
Koeweit ·
Kroatië · 
Letland · 
Libanon ·
Liechtenstein · 
Litouwen ·
Luxemburg · 
Malta · 
Marokko · 
Mexico ·
Moldavië · 
Montenegro ·
Nederland · 
Nieuw-Zeeland · 
Noord-Ierland ·
Noord-Macedonië ·
Noorwegen ·
Oeganda · 
Oekraïne · 
Oezbekistan · 
Oostenrijk · 
Paraguay · 
Peru · 
Polen · 
Portugal · 
Roemenië · 
Rusland · 
San Marino · 
Saoedi-Arabië · 
Schotland · 
Servië en Montenegro ·
Slovenië · 
Spanje · 
Thailand · 
Tsjechië · 
Turkije · 
Verenigde Arabische Emiraten · 
Verenigde Staten · 
Wales · 
Wit-Rusland · 
Zuid-Korea · 
Zweden · 
Zwitserland
Engeland (2016) ·
Nieuw-Zeeland (2010) · 
Polen (2021) · 
Rusland (2016) · 
Spanje (2021) · 
Wales (2016) · 
Zweden (2021)